# Georg Heinrich von Roßkampff

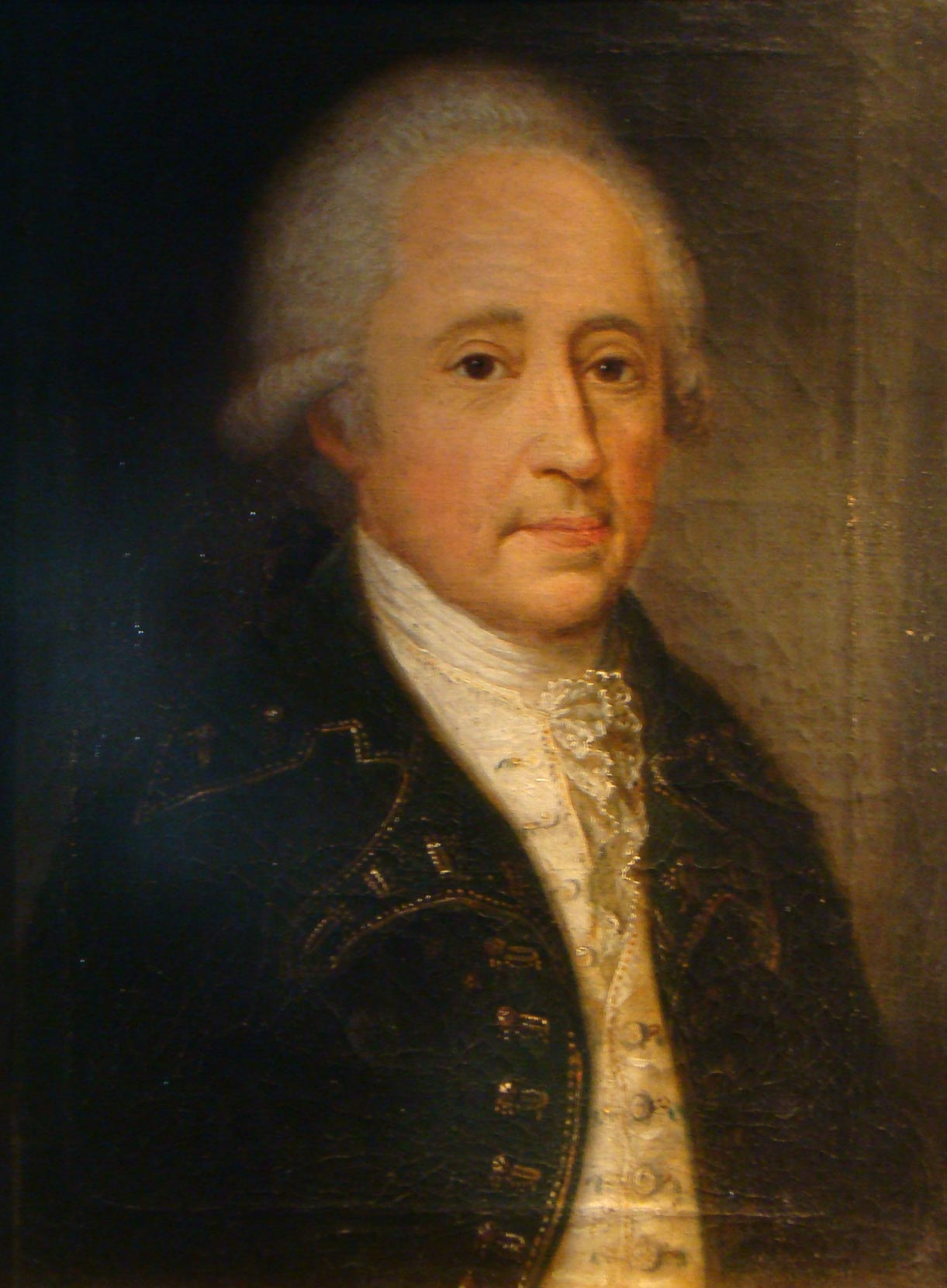
Georg Heinrich von Roßkampff, Porträt im Haus der Stadtgeschichte (Heilbronn)

Georg Heinrich von Roßkampff (* 9. Dezember 1720 in Heilbronn; † 16. Juni 1794 ebenda) war ab 1751 Ratsmitglied und von 1769 bis 1794 Bürgermeister während der letzten reichsstädtischen Blütezeit in der Geschichte der Stadt Heilbronn. Er war im Nebenamt Baurat, auf ihn gehen der Heilbronner Pferdemarkt und die Errichtung mehrerer prächtiger Barockbauten zurück. Außerdem war Roßkampff Freimaurer und ein tatkräftiger Förderer des Armenwesens.

## Leben

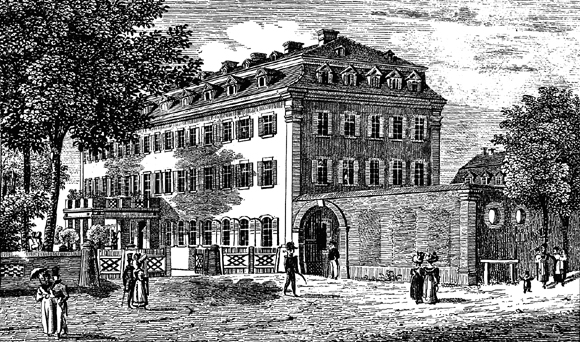
Das ab 1756 erbaute Waisen-, Zucht- und Arbeitshaus in Heilbronn geht auf Roßkampff zurück

Georg Heinrich von Roßkampff war der jüngste Sohn von Josef Heinrich von Roßkampff (1681–1728) und seiner Frau Anna Wilhelmina (1683–1766). Die Familie stammte ursprünglich aus Westfalen und war mit Georg Heinrichs Großvater Peter Roßkampff 1677 nach Heilbronn gekommen. Dieser gehörte in Heilbronn dem „inneren Rat“ an und wurde 1690 vom Kaiser geadelt. Auch Georg Heinrichs Vater wurde 1716 Senator in Heilbronn, starb jedoch bereits, als Georg Heinrich 7 Jahre alt war. Die Mutter ging darauf eine zweite Ehe mit dem Konrektor Johann Michael Wild ein. Georg Heinrich besuchte zunächst das Heilbronner Gymnasium, wo er aufgrund der Position des Stiefvaters auch wohnte, und begann Ostern 1740 an der Universität Jena ein Studium der Rechtswissenschaft, für das er von der Stadt Heilbronn ein Stipendium für vier Jahre erhielt. Nach seinem Studium war er vorübergehend auswärts Hauslehrer, bevor er 1745 als Prokurator (Anwalt) wieder in Heilbronn erscheint. 1746 wurde er Stadtschreiber in Wimpfen. 1749 kehrte er als stellvertretender Stadtschreiber nach Heilbronn zurück, wo er am 2. Januar 1750 Stadtschultheißen-Anwalt wurde. Am 24. Juli 1751 wurde er Senator des kleinen, inneren Rats (von den burgern) der Reichsstadt Heilbronn, den Gepflogenheiten zufolge rückte er dann nach dem Ausscheiden älterer Ratsmitglieder jeweils auf höhere Posten vor. Bereits während seiner Zeit als Senator führte er 1754 die Verhandlungen mit Württemberg, die der Reichsstadt Heilbronn die Oberlehenshoheit über Neckargartach brachten. 1765 war er Steuerherr. Am 21. März 1769 wurde er nach dem Tod von Franz Leonhard Roth zum dritten Bürgermeister gewählt und rückte im Jahr 1781 nach dem Rücktritt von Georg Philipp Mylius auf die zweite Bürgermeisterstelle nach. Neben Gottlob Moriz Christian von Wacks und Georg Christoph Kornacher blieb er zweiter Bürgermeister bis zu seinem Tode 1794. Heilbronn hatte zu dieser Zeit jeweils drei Bürgermeister, die abwechselnd die Amtsgeschäfte führten und deren Rang als erster, zweiter oder dritter Bürgermeister sich lediglich auf die Entlohnung auswirkte. Roßkampff war jeweils in den ersten vier Monaten des Jahres Amtsbürgermeister.

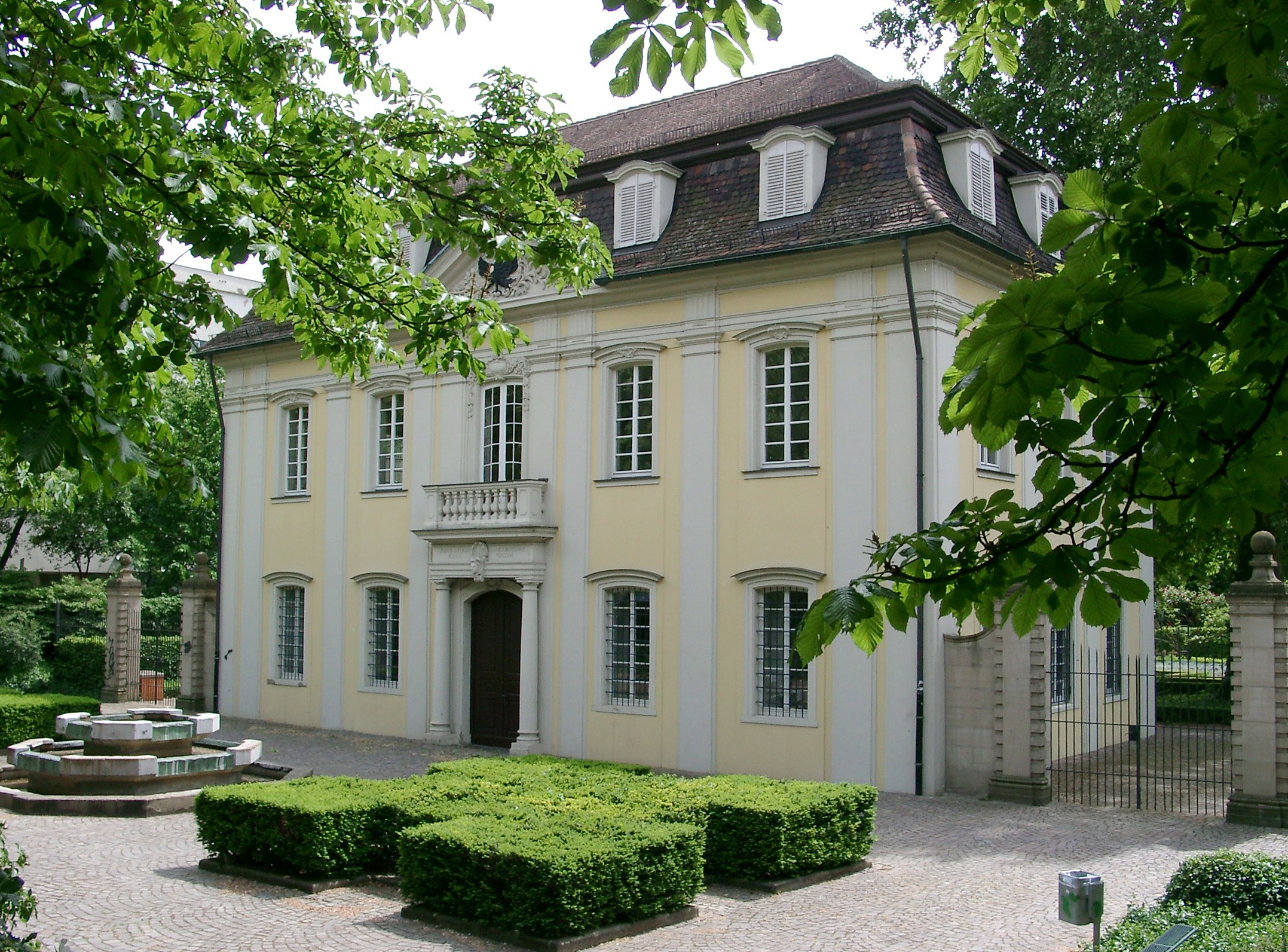
Das ab 1769 unter Roßkampff erbaute Heilbronner Schießhaus

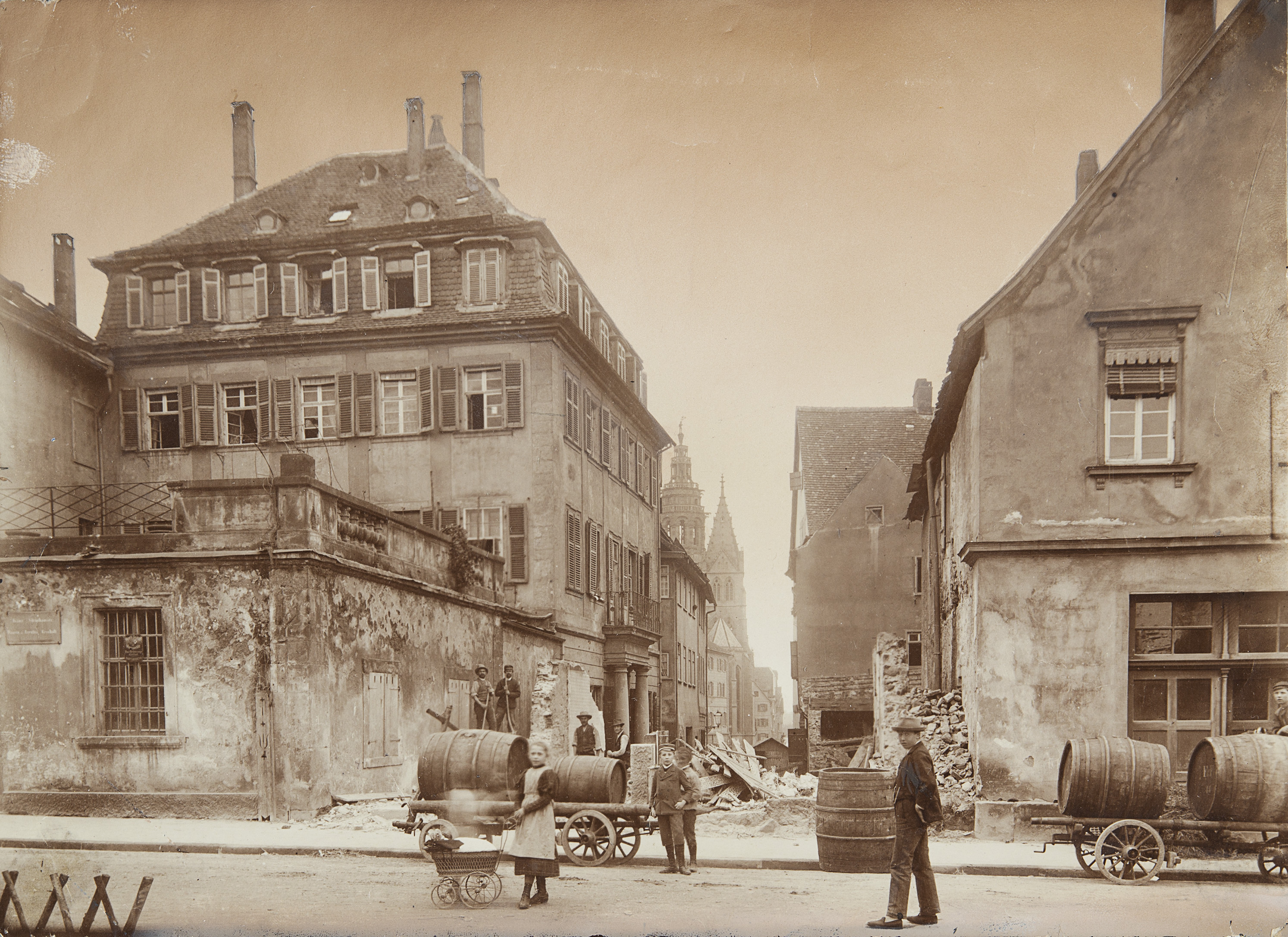
Das 1790 erbaute und 1944 zerstörte Roßkampffsche Haus in Heilbronn, Präsenzgasse 16 (heute: Ecke Kaiserstraße/Allee)

Im Nebenamt war Roßkampff ab 1752 Baumeister. Er ließ außerhalb der Stadtmauern von Heilbronn vor dem Sülmertor ein Waisen-, Zucht- und Arbeitshaus (das spätere Bläß’sche Palais) bauen. 1761 bezeichnete er den Zweck dieser Einrichtung damit: „Man trachtet die Menschen zu bessern und nicht zu verderben“, was kennzeichnend für Roßkampffs soziales Engagement war. 1760 erneuerte er das Armenwesen der Stadt. Die von ihm mitverfasste Heilbronnische Armen-Ordnung verbot die Straßenbettelei, sicherte Waisen die Aufnahme ins Waisenhaus und Armen Unterstützung durch mildtätige Stiftungen zu. Die Bürger der Stadt wurden zu Beiträgen an die Armenkasse verpflichtet. Das von Roßkampff ausgebaute Sozialwesen ging über die Bedürfnisse als auch über die Mittel der Stadt Heilbronn hinaus und war wiederholt Ziel von Kritik, wurde jedoch zu Roßkampffs Lebzeiten von diesem erbittert verteidigt. Bereits kurz nach seinem Tod wurde das Waisenhaus durch den Rat der Stadt geschlossen und 1803 an den württembergischen Staat verkauft.
1765 plante er das Archivgebäude am Kieselmarkt für das Stadtarchiv Heilbronn. Der repräsentative Bau wurde durch den Archivar Eberhard Ludwig Becht im Inneren zweckmäßig eingerichtet und diente bis zur Zerstörung im Zweiten Weltkrieg seinem ursprünglichen Zweck. In der Ruine des Gebäudes wurde danach die Heilbronner Ehrenhalle eingerichtet. Auch das Kraichgauarchiv des Ritterkantons Kraichgau am Hafenmarkt wurde unter seiner Leitung gebaut. Vermutlich nach seinen eigenen Plänen entstand auch sein Wohnhaus, das Roßkampffsche Haus in der Heilbronner Präsenzgasse (später: Kaiserstraße).
Roßkampff vertrat außerdem seit 1768 die Interessen der Stadt Heilbronn bei der Planung überregionaler Verkehrswege in Süddeutschland. Er erwirkte den Anschluss Heilbronns an die von Cannstatt über Besigheim kommende Chaussee (die heutige B 27), die bis 1780 den Warentransport auf dem Neckar von Cannstatt bis Heilbronn nahezu zum Erliegen brachte. Da er einen für die Reichsstadt ungünstigen Straßenzoll ausgehandelt hatte – der Wegzoll in einer Richtung auf Heilbronner Territorium ging komplett an Württemberg –, geriet Roßkampff in die Kritik. Er setzte sich auch für den Anschluss Heilbronns an einen nach Nürnberg führenden Handelsweg ein, dessen Ausbau jedoch 1782 verworfen wurde.
Auf seine Veranlassung wurde 1770 der Heilbronner Vieh- und Pferdemarkt auf dem „Hammelwasen“ begründet, der Heilbronn zu einem wichtigen landwirtschaftlichen Zentrum des Umlands machte und für den er das Schießhaus als Viehmarkthaus errichten ließ. Nach 1790 ließ er für sich ein stattliches steinernes Wohnhaus an der Präsenzgasse (später Ecke Kaiserstraße/Allee) errichten. Er propagierte die Verschönerung des Stadtbildes und den repräsentativen Hausbau aus regionalem Sandstein. Auf ihn geht möglicherweise der Ratsbeschluss von 1778 zurück, der Bauherren für Steinbauten die kostenlose Anfuhr von Steinen und Sand zusicherte.
Nicht zuletzt soll auch der erstmalige Anbau von Raps und Luzerne bei Heilbronn auf Roßkampff zurückgehen. Besonders die Luzerne breitete sich von Heilbronn ausgehend rasch im Umland aus.
Der erklärte Vertreter der Aufklärung war zunächst ab 1774 Mitglied der Meininger Freimaurerloge Charlotte zu den drei Nelken, ab 1776 Mitglied der Stuttgarter Loge Karl zu den drei Cedern und später ein Mitbegründer der hiesigen Loge Zum Felsen der Wahrheit. Im Laufe der Zeit entwickelte sich Roßkampff – wohl auch durch das Auftreten mehrerer sich als Freimaurer ausgebender Betrüger – zu einem Gegner der Lehrart der Strikten Observanz, die 1782 nach dem Wilhelmsbader Konvent, bei dem auch Roßkampff zugegen war, endete. Nach 1782 gibt es keine freimaurerischen Zeugnisse mehr über Roßkampff. Seine diesbezügliche Korrespondenz, die sogenannte Roßkampff-Akte, lagerte bis zum Verbot der Freimaurerei 1935 in der Heilbronner Loge Karl zum Brunnen des Heil.

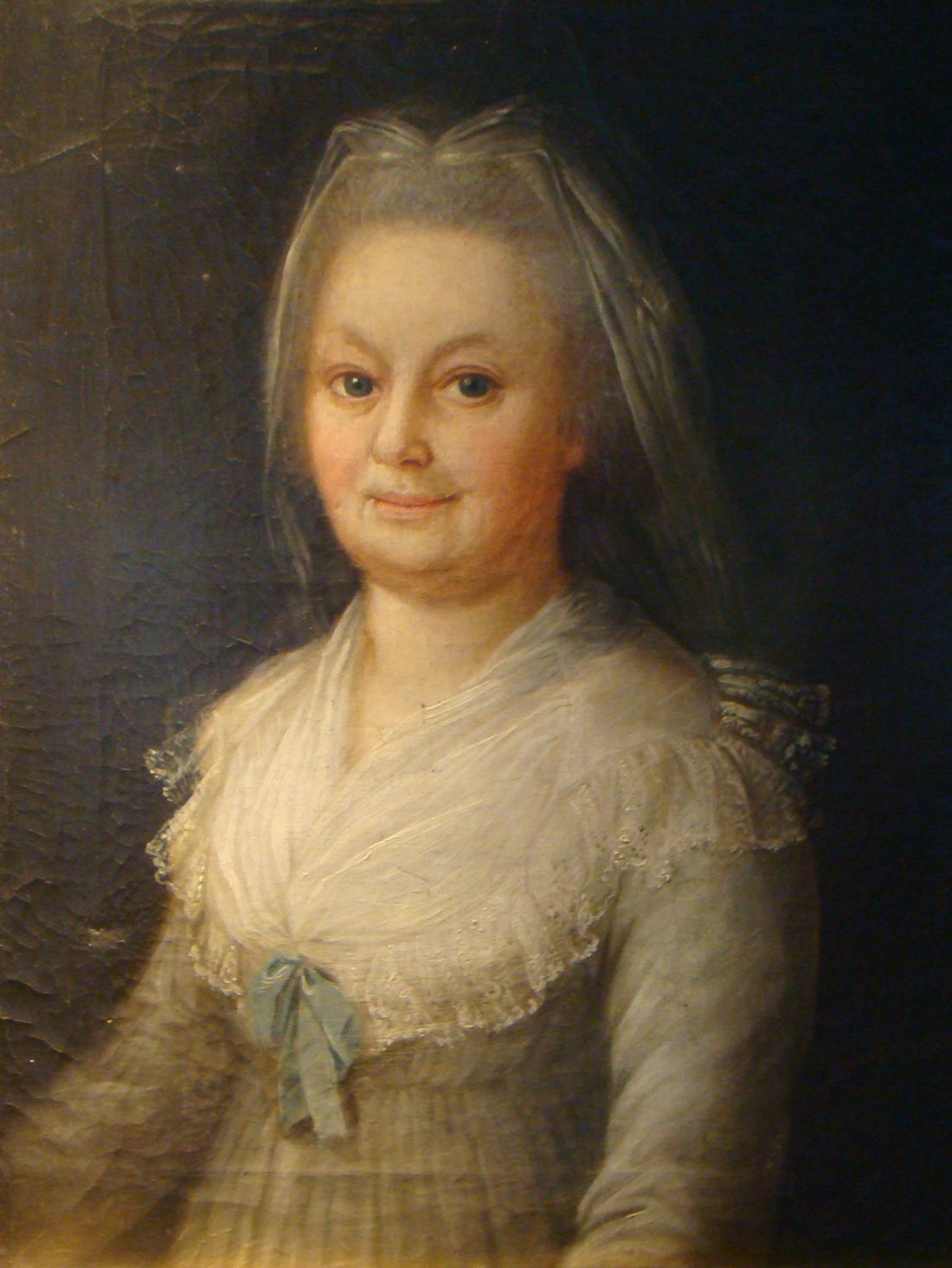
Roßkampffs zweite Frau Rosina Elisabeth von Kinckel, verw. Harpprecht von Harpprechtstein

Er war in erster Ehe mit Margaretha Metzger geb. Geiling (1710–1780), der Tochter des Bürgermeisters Johann Georg Geiling, verheiratet. Durch diese Heirat war er auch gleichzeitig Schwager des Bürgermeisters Johannes Schübler. Er war öfters Gast im bekannten „Pfannkuchenhaus“ derer von Pancug, einer weiteren bekannten Heilbronner Patrizierfamilie. In zweiter Ehe heiratete er 1784 Rosina Elisabeth von Kinckel (1736–1808), die Nichte des Heilbronner Bürgermeisters Georg Heinrich von Pancug und Witwe des Esslinger Bürgermeisters Johann Andreas Harpprecht von Harpprechtstein (1706–1771). Weder aus erster Ehe noch aus zweiter Ehe gingen Kinder hervor, gleichwohl hatte Roßkampff eine uneheliche Tochter Johanna Christina Barbara, deren Mutter aus der Metzgersfamilie Nübel stammte. Sein Vermögen, wovon ein bedeutender Anteil aus dem Erbe seiner vermögenden ersten Frau stammte, belief sich im Jahr 1790 auf 71.200 Gulden. Damit war Roßkampff der vermögendste Nicht-Kaufmann der Stadt.
Roßkampff verstarb am 16. Juni 1794 an einem Schlaganfall. In seinem Testament hatte er ein christliches Begräbnis abgelehnt, so dass bei seiner Beisetzung weder gebetet noch gesungen wurde. 1799 wurde in das Familiengrabmal der Roßkampff eine von Josef Kayser gestaltete Reliefbüste des Bürgermeisters eingesetzt.
Nach Roßkampff ist heute die Roßkampffstraße in Heilbronn benannt.